# Îles Duff
Les îles Duff (en vaeakau-taumako, Taumako) sont un petit groupe d'îles, situées dans le nord-est de la mer de Corail. L'île principale, Taumako, est située à 142 km au nord-est de Nendö, la plus importante des îles Santa Cruz. Administrativement, elles font partie de la province de Temotu, aux îles Salomon. Elles sont parfois connues sous le nom d'îles Wilson.
Elles comprennent ;
- Taumako, l'île principale avec les voisines Tahua et Tohua
- les îles Bass : Lua, Kaa et Loreva
- les îles du Treasurer : Tuleki (Anula), Elingi (Obelisk Island), Te Aku (Te Ako), Lakao and Ulaka

Les habitants sont polynésiens : ces îles constituent une exclave polynésienne où l'on parle pileni, comme sur Pileni. 500 locuteurs y vivent dont 439 sur l'île de Taumako (recensement de 1999).
Taumako n'a ni routes, ni aéroport, ni téléphone, ni électricité.
Leur nom vient du navire missionnaire Duff (en), commandé par James Wilson, qui les atteignit en 1797.
Des recherches de David Henry Lewis (en) découvrirent que les techniques de navigation traditionnelle polynésienne étaient toujours préservées dans ces îles (Finney et Lowe, 2006, p. 163).